# Fleischwangen

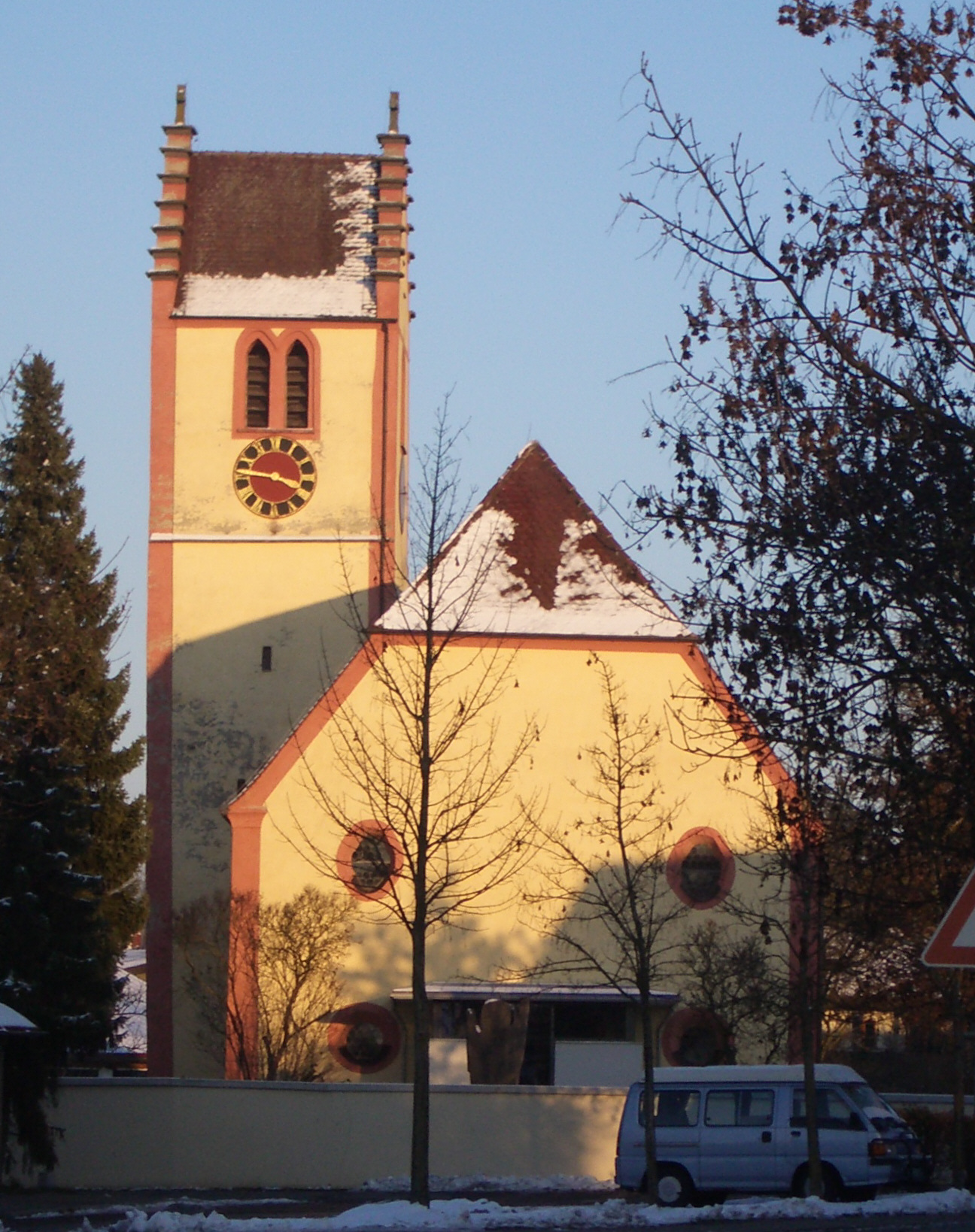
Pfarrkirche in Fleischwangen

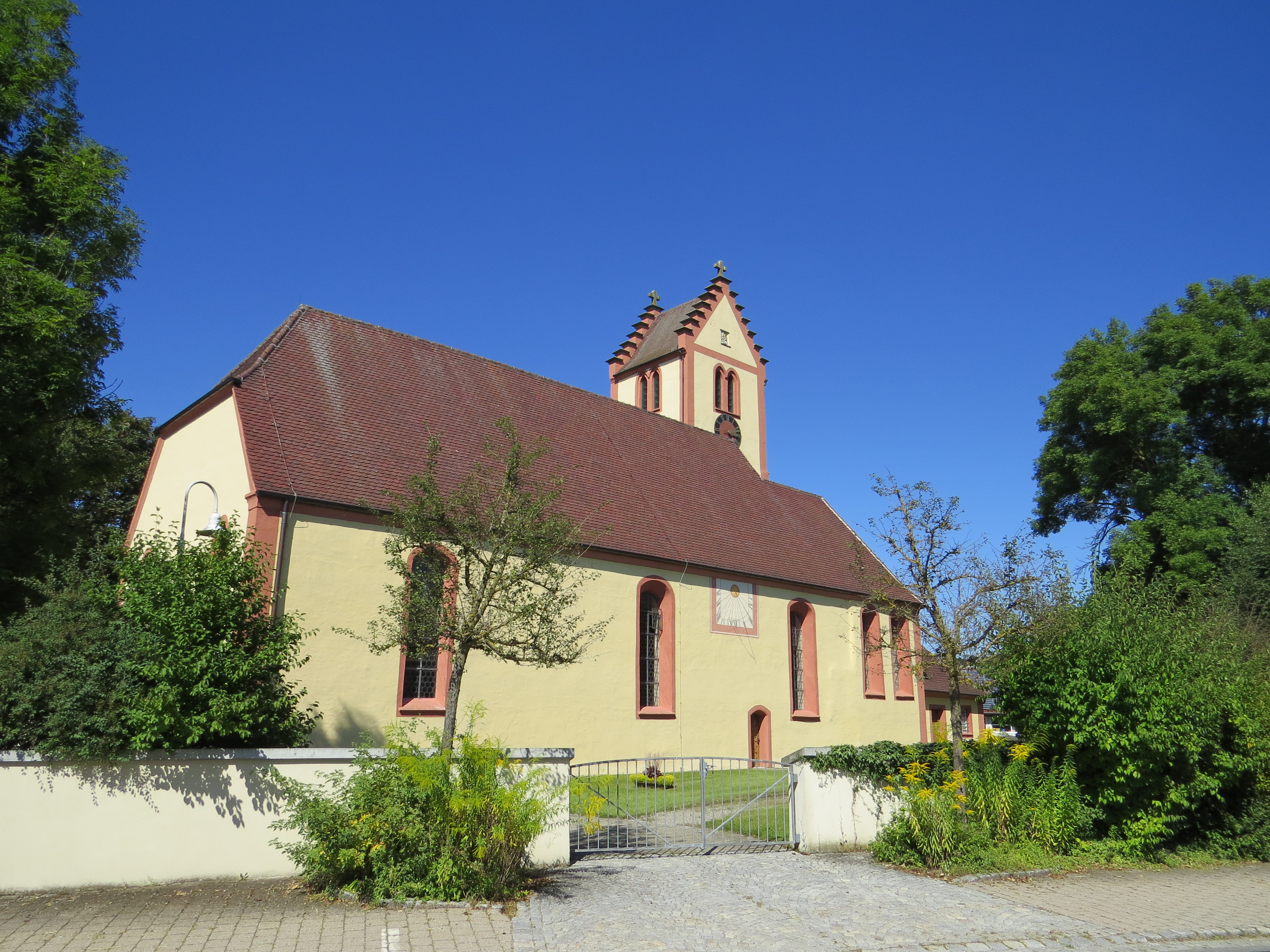
Kirche in Fleischwangen von Süden

Fleischwangen ist eine Gemeinde im Landkreis Ravensburg in Baden-Württemberg.

## Geographie
Die Gemeinde liegt im Nordwesten des Landkreises Ravensburg im Quellengebiet der Ostrach, am Rande des Landschaftsschutzgebiets Pfrunger Ried.
Bei Fleischwangen gibt es Erdgasvorkommen.

### Schutzgebiete
Die Gemarkung Unterwaldhausen liegt im Landschaftsschutzgebiet Altshausen-Laubbach-Fleischwangen.

## Geschichte

### Mittelalter und frühe Neuzeit
Fleischwangen wurde erstmals 808 im Zusammenhang mit einer Besitzübernahme des Klosters St. Gallen als Flinxwangun erwähnt. Seit 1092 hatte das Kloster Allerheiligen in Schaffhausen im Ortsgebiet Besitz. 1116 erscheint der Name als Flinswangin in einer Urkunde (von Flins = Kieselgestein und wang = Feld).
Von 1281 bis 1391 ist örtlicher Adel nachgewiesen. Nachfolger dieser Herren von Fleischwangen waren die Herren von Ringgenburg (mit Sitz auf der Ringgenburg bei Esenhausen, heute zu Wilhelmsdorf). 1296 schenkte Johannes von Ringgenburg den Ort und das Patronat über die Pfarrkirche St. Felix und Adauktus sowie den Ort Esenhausen dem Deutschen Orden, der den Besitz später der Deutschordenskommende Altshausen einverleibte. Johannes machte dem Orden das Geschenk aus Dankbarkeit dafür, dass zwei Söhne in den Orden aufgenommen worden waren. Der Sohn Johannes von Ringgenburg d. J. ist 1361 als Komtur in Altshausen belegt. 1363 wurde Esenhausen an das Kloster Weingarten verkauft, Fleischwangen hingegen blieb für die nächsten Jahrhunderte Teil der Deutschordenskommende.
Kurz vor Ende des Dreißigjährigen Krieges brannte der Ort im Jahre 1647 zum großen Teil ab.
Im Zuge der Säkularisation wurde das Gebiet der Kommende Altshausen 1806 zunächst Teil des Königreichs Bayern und ging bereits 1807 an das Königreich Württemberg über.

### Seit württembergischer Zeit
Für mehr als ein Jahrhundert war der Ort dem Oberamt Saulgau zugeordnet. Im Jahre 1810 tauschte König Friedrich von Württemberg die Herrschaft Altshausen gegen seine an Bayern abgetretene Herrschaft Weiltingen. Nun gehörte Fleischwangen zum privaten Besitz der königlichen Familie und wurde vom Hofkameralamt Altshausen verwaltet. 1829 wurde die Parzelle Zippern erstmals erwähnt (heute Zipperhof).
Bei der Kreisreform während der NS-Zeit in Württemberg gelangte Fleischwangen 1938 zum neu umrissenen Landkreis Saulgau.
Im Jahre 1945 wurde die Gemeinde Teil der Französischen Besatzungszone und kam somit zum Nachkriegsland Württemberg-Hohenzollern, welches 1952 im Bundesland Baden-Württemberg aufging.
Seit der Kreisreform von 1973 ist Fleischwangen Teil des Landkreises Ravensburg.
Die Gemeinde ist seit 1. Januar 1972 Mitglied im Gemeindeverwaltungsverband Altshausen mit Sitz in Altshausen.

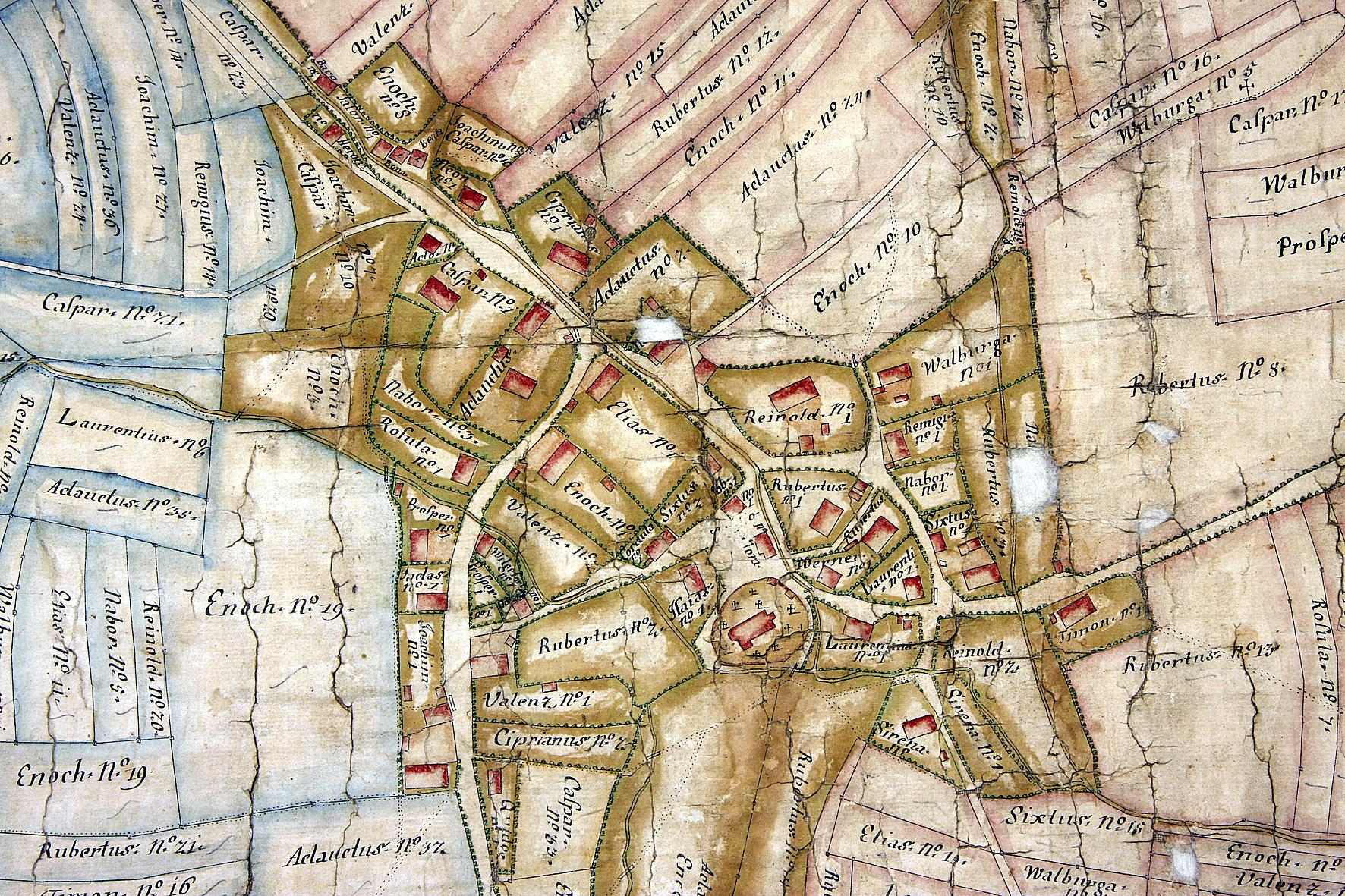
Ortsplan von Fleischwangen, um 1770. Die Richtung Süden ist nach oben ausgerichtet

### Einwohnerentwicklung
| Jahr | Einwohner |
| ---- | --------- |
| 1825 | 203       |
| 1900 | 316       |
| 1961 | 341       |
| 1970 | 415       |
| 1975 | 430       |
| 1991 | 449       |
| 1995 | 521       |
| 2005 | 629       |
| 2010 | 658       |
| 2015 | 674       |
| 2020 | 687       |

### Religionen
Fleischwangen ist – wie die gesamte Region – römisch-katholisch geprägt. Die katholischen Einwohner gehören zu der zwei römischen Märtyrern geweihten Pfarrei St. Felix und Adauctus, die zur Seelsorgeeinheit Altshausen im Dekanat Saulgau der Diözese Rottenburg-Stuttgart gehört. Ihr Einzugsgebiet reicht über die politische Gemeinde Fleischwangen hinaus. Die Kirche wurde 1275 in einem Steuerregister erstmals erwähnt.
Die evangelisch-lutherischen Christen der Gemeinde gehören der Kirchengemeinde Altshausen, im Kirchenbezirk Biberach der Evangelischen Landeskirche in Württemberg, an.

## Politik

### Gemeinderat
Der Gemeinderat in Fleischwangen besteht aus den acht gewählten ehrenamtlichen Gemeinderäten und dem Bürgermeister als Vorsitzendem. Der Bürgermeister ist im Gemeinderat stimmberechtigt. 
Bei der Kommunalwahl am 9. Juni 2024 wurde der Gemeinderat durch Mehrheitswahl gewählt. Mehrheitswahl findet statt, wenn kein oder nur ein Wahlvorschlag (Unabhängige Freie Wähler) eingereicht wurde. Die Bewerber mit den höchsten Stimmenzahlen sind dann gewählt. Die Wahlbeteiligung lag bei 75,61 %.

### Bürgermeister
Am 12. Oktober 2014 wurde der damals 25-jährige Timo Egger im ersten Wahlgang mit 80,13 % zum Bürgermeister von Fleischwangen gewählt. Damit war er zu diesem Zeitpunkt der jüngste Bürgermeister Deutschlands. Der vorige Amtsinhaber Roland Fuchs war nicht mehr angetreten. Am 9. Oktober 2022 wurde Egger mit 91,8 Prozent der Stimmen für eine zweite Amtszeit wiedergewählt.

### Wappen
| Wappen der Gemeinde Fleischwangen | Blasonierung: „In Silber (Weiß), schräg gekreuzt aus schwarzem Boden wachsend, zwei grüne Ähren, darüber ein schwarzes Kreuz mit Tatzenenden (Deutschordenskreuz).“ |
| Wappen der Gemeinde Fleischwangen | Wappenbegründung: Der Gemeindename, im 9. Jahrhundert „Flinxwangun“ geschrieben, wird mit steinigem, kieselelhaltigem Grund (vlins) in Verbindung gebracht. Hierauf soll der schwarze Boden im Wappen hinweisen. Die beiden Ähren erinnern an den Haupterwerbszweig der Gemeinde, nämlich die Landwirtschaft. Das Deutschordenskreuz bezieht sich auf die Stiftung der Burg und Herrschaft Rinkenburg, zu der Fleischwangen gehörte, an die Deutschordenskommende Altshausen im Jahre 1296. Die Gemeinde gehörte dem Orden bis 1806. Für den Ortsadel des 13. und 14. Jahrhunderts ist ein Wappen nachgewiesen, das zwei gekreuzte Hämmer zeigt. Als 1975 der Gemeinderat der bis dahin wappenlosen Gemeinde Fleischwangen auf Betreiben des örtlichen Musikvereins die Schaffung eines Wappens anregte, wurde ein Vorschlag des Hauptstaatsarchivs Stuttgart, das Wappen des Ortsadels zu übernehmen, nicht verwirklicht. – Am 11. Mai 1976 hat das Landratsamt Ravensburg das aktuelle Wappen und die Flagge verliehen. |

## Kultur und Sehenswürdigkeiten
Neben der Landjugend, der Freiwilligen Feuerwehr und kirchlichen Gruppierungen wie dem Kirchenchor oder der Blutreitergruppe (der Teilnehmer an der jährlichen Reiterprozession Blutritt in Weingarten) sind vor allem folgende Vereine im gesellschaftlichen Leben Fleischwangens aktiv:
- Der Narrenverein Bure-Meckeler Fleischwangen e. V. (Anfänge 1975, offizielle Gründung 1996) mit etwa 120 Mitgliedern gestaltet die Schwäbisch-alemannische Fasnet.

### Musik
Der 1923 gegründete Musikverein Fleischwangen tritt bei weltlichen und kirchlichen Anlässen auf.

### Bauwerke
- Pfarrkirche St. Felix und Adauctus (gotisch, mit spätgotischem Wandtabernakel, Hochaltar mit Wappen des Deutschen Ordens)
- Friedhofskapelle St. Anna

### Sport
Der Sportverein Fleischwangen e. V. (gegründet 1956) bietet neben Fußball (Kreisliga B, Stand 2006) auch eine Abteilung für Freizeitsport.

## Wirtschaft und Infrastruktur
Wichtigster Wirtschaftszweig ist das Handwerk mit zahlreichen ortsansässigen Betrieben. Das Ortsbild Fleischwangens war lange Zeit weitgehend von der Landwirtschaft, insbesondere von Milchviehhaltung und Getreideanbau, geprägt. Neben Obstbau wird heute vor allem Schweinezucht betrieben. Zwei kleine Landgasthöfe bieten schwäbische Spezialitäten.

### Verkehr
Seit 1925 ist die Gemeinde per Bus (zunächst „Kraftpost“) erreichbar. Eine Busverbindung verbindet Fleischwangen heute u. a. mit Ravensburg, Wilhelmsdorf, Ebenweiler, Guggenhausen, Unterwaldhausen und Altshausen. Die Gemeinde gehört zum Bodensee-Oberschwaben Verkehrsverbund (bodo).
Durch Fleischwangen führt als Landes-Radfernweg der Oberschwaben-Allgäu-Radweg. Er ist eine Rundstrecke über Ulm und Tettnang und verläuft dabei aus Wilhelmsdorf kommend nach Fleischwangen und weiter über Fronreute (Ortsteil Ruprechtsbruck) nach Ebenweiler.

### Bildung
Die Grundschule Fleischwangen wurde 1836 begründet und erhielt 1905 ein neues Haus. Heute wird in einem Schulgebäude von 1965 unterrichtet. 1976–1990 wurde die Schule als Teil der Grundschule Riedhausen betrieben. Seit 1990 ist die kleine Schule mit etwa 50 Schülern wieder selbständig. Zum Einzugsbereich gehören auch mehrere Teilorte und Weiler umliegender Gemeinden. Für die jüngsten Einwohner besteht ein Kindergarten.
Weiterführende Schulen gibt es im nahen Altshausen sowie in Wilhelmsdorf.

## Sonstiges
Bekannt ist Fleischwangen seit je durch besondere Kinderfreundlichkeit: 1900 war Fleischwangen das kinderreichste Dorf im Königreich Württemberg. Noch heute hat Fleischwangen das niedrigste Durchschnittsalter der Gemeinden im Landkreis Ravensburg.